# Роган-Шабо, Филипп де
Филипп-Фердинанд-Огюст де Роган-Шабо (фр. Philippe-Ferdinand-Auguste de Rohan-Chabot; 2 июня 1815, Картон-Хауз — 22 марта 1875, замок Ла-Гранж), граф де Жарнак, виконт де Роган-Шабо — французский дипломат и литератор.

## Биография
Сын Луи-Ги-Шарля-Гийома де Шабо, графа де Жарнака, виконта де Роган-Шабо, и Изабеллы Шарлотты Фицджеральд.
Сделал себе имя как дипломат и литератор, публиковавшийся в Revue des Deux Mondes и Correspondant. Также сочинял театральные пьесы и романы на английском.
В 1840 году вместе с принцем де Жуанвилем был направлен на фрегате «Бель-Пуль» на остров Святой Елены за останками Наполеона. Король Луи Филипп не желал, чтобы его сын спускался на английскую землю, поэтому процедуру осуществлял граф де Жарнак, назначенный комиссаром короля.
Затем был генеральным консулом в Египте, секретарем посольства в Лондоне, в 1846 году был назначен там полномочным министром. Провел с англичанами переговоры по делу миссионера Джорджа Притчарда, пытавшегося превратить Таити в английскую колонию, что привело к франко-таитянскому вооруженному конфликту, и 19 июня 1847 подписал с британским министром иностранных дел лордом Палмерстоном конвенцию Жарнака, подтверждавшую независимость Подветренных островов в Полинезии и действовавшую до 1887 года.
В эпоху Второй империи оставался не у дел, при Третьей республике в 1871—1872 годах был послом в Лондоне.
Жена (10.12.1844): Джеральдина Огаста Фоули, дочь Томаса Фоули, 3-го барона Фоули, и Сесилии Оливии Джеральдины Фицджеральд. Приходилась мужу двоюродной сестрой. Брак бездетный.
С Филиппом-Фердинандом-Огюстом закончилась линия баронов де Жарнак дома Шабо и титул перешел к его кузену Огюсту-Фердинанду де Рогану-Шабо.